# Anonymus von Herrieden
Anonymus von Herrieden (auch: Anonymus Haserensis; † nach 1075) war ein Autor von Bischofsviten im 11. Jahrhundert im Bistum Eichstätt.

## Leben und Werk
Bei der Bezeichnung Anonymus von Herrieden handelt es sich um einen Notnamen mit einem Hinweis auf den Ort Herrieden, da der eigentliche Personenname nicht überliefert ist. Von dem Unbekannten ist nur eine einzige Schrift erhalten geblieben, ein biographisches Werk über die Eichstätter Bischöfe bis Bischof Gundekar II., welcher am 2. August 1075 starb und an dessen Beisetzung der Anonyme teilgenommen hatte. Aus dieser spätestens 1078 entstandenen Schrift lässt sich schließen, dass er Kanoniker am Dom zu Eichstätt war und bei dem reformfreudigen Gundekar II. eine Vertrauensstellung wohl als Kapellan innegehabt hatte. Seine Literaturkenntnisse lassen ihn als einen hochgebildeten Mann erscheinen. Als seine Heimat gibt er das Stift Herrieden an, wo er die Schule besucht hatte. Er war nach eigener Darstellung auch der Autor einer „Libellus Agnetis“, das heißt einer Lebensbeschreibung der Kaiserin Agnes, deren Hofkaplan er vor seinem Bischofsamt war. Diese Vita widmete er seinem – wohl leiblichen – Bruder „G.“, der im Dienst des Bischofs von Würzburg stand. Beide waren auch blutsverwandt mit dem Eichstätter Domkämmerer und späteren Merseburger Bischof Woffo (1055–1058). Daraus kann geschlossen werden, dass die Brüder adeliger Herkunft waren. Die Vita Agnetis hat sich ebenso wenig erhalten wie weitere von ihm selbst erwähnte bzw. angekündigte Werke.
Da der Anonyme mit reformfreudigen Persönlichkeiten verkehrte, wird er selbst eine ähnliche Haltung eingenommen haben. Im Gegensatz dazu nahm er im Investiturstreit eine antipäpstliche und prokaiserliche Position ein.

## Bischofsviten
Die chronologisch geschilderten Bischofsviten sind als Einleitung zur – nur noch in ihren Anfängen vorhandenen – Vita Gundekars II. in einer einzigen Handschrift überliefert, die 1483 von Erasmus Pintzberger im Kloster Heidenheim am Hahnenkamm angelegt wurde und bald darauf in das Augustinerchorherrenstift Rebdorf gelangte. Heute wird das Manuskript im Diözesanarchiv Eichstätt verwahrt.

## Theorien zu seiner Person
Es wurden verschiedene Versuche unternommen, die Anonymität des Vitenschreibers, der sich als Parteigänger Heinrichs IV. ausweist, aufzulösen. So sah Margarete Adamski in ihrem Buch „Herrieden. Kloster, Stift und Stadt im Mittelalter bis zur Eroberung durch Ludwig d. Bayern im Jahre 1316“ (Kallmünz 1954) in ihm den Herriedener Archidiakon, Propst und Wohltäter des Stiftes mit Namen Heysso. Dagegen bezeichnete es Eduard Matthäus Werner in seiner Dissertation „Anonymus Haserensis von Eichstätt“ (München 1966) als „wahrscheinlich“, dass der Anonyme Bischof Udalrich I., der Nachfolger Gundekars II., war. Beides gilt als widerlegt.